# Felipe Heredia
Felipe Heredia (San Miguel de Tucumán, Argentina, 1797 - Buenos Aires, Argentina, 12 de junio de 1852) fue un destacado caudillo federal tucumano que gobernó la provincia de Salta entre 1836 y 1838 y luchó en la Guerra de Independencia Argentina, en las Guerras civiles argentinas y en la Guerra entre la Confederación Argentina y la Confederación Perú-Boliviana.

## Biografía
Felipe Heredia nació en la Intendencia de Salta del Tucumán (en la actual Provincia de Tucumán) en 1797, hijo de José Pascual Heredia, alcalde de Trancas, y de Alejandra Acosta. Era hermano menor del general y doctor Alejandro Heredia.

### Guerra de la Independencia
Tras la Revolución de Mayo el 1 de setiembre de 1810 ingresó como cadete de una de las compañías de milicias de la provincia reclutadas por Francisco Ortiz de Ocampo para el Ejército Auxiliar del Alto Perú. Participó de la primera expedición auxiliadora al Alto Perú y en enero de 1811 pasó al Regimiento de Caballería de Línea del Perú asistiendo a la batalla de Huaqui el 20 de junio de ese año.
Ya al mando superior del general Manuel Belgrano durante el Éxodo Jujeño luchó en el combate del Río de las Piedras el 3 de septiembre de 1812. El 23 de septiembre de 1812 luchó en la decisiva batalla de Tucumán como portaguión de su regimiento. El 20 de febrero de 1813 combatió en la batalla de Salta y por su comportamiento en la victoria patriota, el 25 de mayo recibió el empleo efectivo de portaguión del regimiento al que siguió en la Segunda expedición auxiliadora al Alto Perú.
El 23 de octubre de 1813 fue promovido a teniente 2.º graduado. Con ese rango participó de las batallas de Vilcapugio y de Ayohuma, así como del posterior repliegue hasta san Salvador de Jujuy.
El 23 de abril de 1814 fue nombrado teniente efectivo y el 26 de julio de ese año revistaba como teniente del 1.º Escuadrón del Regimiento de Dragones, destacado en la quebrada de Humahuaca.
En 1815 tomó parte de la Tercera expedición auxiliadora al Alto Perú comandada por el general José Rondeau. 
En abril integró el cuerpo de Dragones afectados a la vanguardia al mando del general Fernández de la Cruz y participó del Combate de Puesto del Marqués.
El 16 de octubre el teniente Heredia fue nombrado ayudante mayor del Regimiento de Dragones del Perú, comandado por el entonces sargento mayor José María Paz. Bajo el mando superior del general Martín Rodríguez, el 20 de octubre de 1815 luchó en el combate de Venta y Media. En esta acción auxilió a su comandante José María Paz, herido en su brazo derecho. En sus memorias, Paz recordaría el suceso:

Cerca de dos leguas duró la persecución, y yo tuve que seguir desangrándome copiosamente, hasta que el teniente D. Felipe Heredia (hoy general en Buenos Aires), me ligó el brazo con su corbata y me lo puso en cabestrillo lo mejor que pudo.

El 29 de noviembre de 1815 luchó en la batalla de Sipe-Sipe y acompañó al Ejército del Norte en su repliegue hacia la provincia de Jujuy. Con sus hombres permaneció destacado como avanzada en la quebrada de Humahuaca hasta los primeros meses de 1816.
En agosto de 1816 pasó con su regimiento a acantonarse en Trancas. El 26 de noviembre de 1816 fue promovido a capitán de la 1.ª compañía del 1.º Escuadrón del Regimiento de Dragones, ahora denominado Dragones de la Nación.
El 20 de junio de 1817 recibió la efectividad en el grado de capitán y el 6 de agosto el nombramiento de sargento mayor graduado de su Escuadrón.

### Guerras civiles
A mediados de 1819 el ahora Director Supremo de las Provincias Unidas del Río de la Plata Rondeau ordenó al general Manuel Belgrano que abandonara el frente y marchara sobre la provincia de Santa Fe para sumarse a la campaña que el general Viamonte realizaba contra las montoneras de Estanislao López.
Belgrano, sumamente enfermo y en desacuerdo con emplear uno de los ejércitos de la nación en la guerra civil, ordenó a sus tropas iniciar la marcha hacia el sur según sus órdenes, pero pidió licencia y delegó el mando en su segundo Francisco Fernández de la Cruz.
El ya teniente coronel Felipe Heredia, permaneció en el acantonamiento de La Ciudadela al mando de una de las tres compañías de Dragones, únicas fuerzas remanentes del Ejército del Norte. El 11 de noviembre de 1819, Heredia y los comandantes de las otras dos unidades, capitanes Abraham González y Manuel Cainzo, encabezaron un alzamiento que arrestó al gobernador intendente Feliciano de la Mota Botello, partidario del Directorio, y al enfermo general Manuel Belgrano, y que tres días después entregó el poder a Bernabé Aráoz, en el que sería el primer movimiento que conduciría a la Anarquía del Año XX.
Heredia fue seguidamente destacado por los sublevados a la cabeza de una fuerza que marchó sobre la Ciudad de Córdoba para apoyar la revolución en esa provincia hasta que las noticias del pronunciamiento de Arequito el 8 de enero de 1820 lo decidió a regresar a Tucumán.
Belgrano había permanecido detenido en Tucumán, la misma ciudad en la que pocos años antes había salvado a la revolución, y solo la intercesión de su médico particular, el escocés Joseph Redhead, impidió que fuera encadenado. Una vez en Tucumán, Felipe Heredia recibió órdenes de Aráoz de escoltar con 100 de sus hombres hasta Santiago del Estero al general Belgrano quien gravemente enfermo había sido autorizado a regresar a Buenos Aires a morir.
Heredia tenía también instrucciones de asegurar la elección de los dos representantes al Congreso Constituyente que debía comenzar a sesionar el 20 de marzo de 1820 en San Miguel de Tucumán. Heredia dejó en Santiago del Estero un destacamento de 50 dragones al mando del capitán Juan Francisco Echauri quien hizo reemplazar a los miembros del cabildo local por hombres de Aráoz y aseguró la elección de los representantes Juan José Lami y Santiago de Palacio provocando el levantamiento del comandante del Fuerte de Abipones Juan Felipe Ibarra.
El 31 de julio de 1820 el gobernador Bernabé Aráoz le otorgó el empleo de teniente coronel efectivo y el mando del cuerpo de Dragones Veteranos de Tucumán, pero al poco tiempo apoyó a Martín Miguel de Güemes en el frente del Norte en momentos en que el caudillo salteño acusaba a Aráoz, preocupado en imponer la autoridad de su República de Tucumán y aplastar la rebelión de Santiago del Estero, por la poca ayuda prestada por Tucumán a la Guerra de la Independencia.
El 6 de setiembre de 1820 Heredia recibió los despachos de coronel graduado y en diciembre de ese año el general Güemes, Jefe del Ejército de Observación del Perú y gobernador de Salta, lo nombró su ayudante y tras la invasión de Tucumán dispuesta por Güemes y llevada a cabo por una fuerza al mando de su hermano Alejandro Heredia, en julio de 1821 el líder salteño le reconoció la efectividad en el grado de coronel.
En abril de 1823, Heredia contrajo enlace con Juana Manuela Fernández Cornejo (1808-1846), la segunda de las tres hijas que tuvieron el coronel Juan José Fernández Cornejo y la heroína Gertrudis Medeiros, y de este matrimonio nacería un niño, Felipe Heredia. La hermana mayor de Juana Manuela, Juana Josefa, estaba casada con Alejandro Heredia, el hermano mayor de Felipe Heredia.
A la muerte de Güemes continuó prestando servicios en su provincia natal. En 1824 su hermano fue elegido representante en el Congreso Nacional Constituyente por su provincia (y luego por la de Salta).
Felipe Heredia tomó parte en la expedición que el gobernador de Salta José Ignacio Gorriti despachó en 1827 contra el gobernador de la provincia de La Rioja Juan Facundo Quiroga. El nuevo gobernador de la provincia de Buenos Aires Manuel Dorrego envió a su hermano Alejandro Heredia a las provincias del norte para promover la realización de un nuevo Congreso y obtener refuerzos para continuar la guerra del Brasil, y Felipe Heredia sumó su apoyo.
Tras el fusilamiento de Dorrego y mientras duró la guerra civil entre las provincias del partido federal y las de la Liga del Interior, Alejandro Heredia dirigió con el apoyo de su hermano una organización federal secreta en Salta y apoyó el golpe que dio brevemente el poder a Pablo Latorre en esa provincia en 1830.
En noviembre de 1831 el unitario La Madrid fue derrotado en la batalla de La Ciudadela por Facundo Quiroga y la legislatura salteña envió a Francisco de Gurruchaga y Alejandro Heredia para firmar un tratado por el que se declaraba desaparecida la Liga del Interior. Tres meses después Quiroga organizó elecciones en la provincia de Tucumán y en enero de 1832 Alejandro Heredia asumía la gobernación.
El 28 de setiembre de 1832 Felipe Heredia fue nombrado comandante general de armas de la provincia de Tucumán y el 18 de enero de 1833 promovido a coronel mayor de la provincia de Salta.

#### Derrocamiento de Latorre
En agosto de 1833 los Heredia apoyaron una fracasada revolución en contra del ahora gobernador salteño Latorre, quien al siguiente año apoyó en represalia la invasión de Ángel López, sobrino del general unitario Francisco Javier López. Jujuy aprovechó la situación para anunciar su separación de la provincia de Salta y Heredia intimó a Latorre a reconocer la autonomía jujeña.
El 2 de diciembre de 1834 la Legislatura de Salta dictó una ley reconociendo la autonomía de Jujuy pero el gobernador jujeño José María Fascio mantuvo su coalición con los Heredia y mientras Latorre salía a campaña el 10 de diciembre los adversarios del gobernador lo derrocaron nombrando a José María Saravia gobernador provisorio de la provincia.
El 16 de diciembre el gobernador de Buenos Aires Manuel Vicente Maza encargaba a Facundo Quiroga mediar entre Tucumán y Salta. En los hechos significaba una toma de partido a favor de los Heredia quienes avanzaron con sus fuerzas desde Tucumán mientras desde Jujuy hacían lo propio tropas a las órdenes del teniente coronel Campero.
Los aliados derrotaron finalmente a Latorre el 13 de diciembre de 1834 en la Batalla de Castañares. El 15 de diciembre Saravia era reemplazado por José Antonino Fernández Cornejo y el 29 Latorre y José Manuel Aguilar eran asesinados por la tropa encargada de su custodia.
Caído Latorre, Felipe Heredia fue destacado por su hermano para restablecer el orden en Jujuy. En setiembre de 1835 los Heredia invadieron la provincia de Catamarca a la cabeza de 400 veteranos y 100 auxiliares santiagueños y tras dispersar una división de 1.500 hombres al mando del general Figueroa, ocuparon la ciudad, pusieron un gobernador adicto y anexaron los departamentos del oeste catamarqueño a la provincia de Tucumán.

#### Gobernador de Salta
A principios de 1836 se produjo la última invasión de Francisco Javier López, su sobrino y Segundo Roca. Felipe y su hermano los derrotaron el 23 de enero en Monte Grande, cerca de Famaillá. Los líderes rebeldes fueron tomados prisioneros y fusilados, excepto Roca.
Tras la victoria los Heredia dividieron sus fuerzas e invadieron Salta sin oposición por dos puntos mientras una revolución federal instigada por los hermanos obligaba a renunciar el 5 de marzo al gobernador Antonio Fernández Cornejo.
Ocupada la ciudad capital, el general Felipe Heredia fue nombrado gobernador y capitán general de la provincia de Salta el 15 de abril de 1836. En el ejercicio del gobierno de Salta, Heredia fue ascendido a brigadier general por decreto del 16 de setiembre de 1836.
Gobernó Salta hasta fines de 1838, teniendo como ministros sucesivamente a Marcos Paz, con quien elaboró un plan de colonización del Chaco salteño, y a Toribio Tedín.

### Guerra con la Confederación Perú-Boliviana
En 1836, las actividades de los emigrados en Bolivia y las reiteradas incursiones en la frontera del norte argentino llevarían pronto al conflicto. El 26 de agosto de 1836 el caudillo y funcionario boliviano Mariano Vázquez atacó desde la Puna territorio jujeño con fuerzas de Mojo, Talina y Tupiza. En septiembre las fuerzas bolivianas penetraron en territorio de la Confederación Argentina en persecución del coronel boliviano Arraya. Finalmente, en diciembre se presentaba en la frontera el general Carlos Medina Celi, jefe de vanguardia de las fuerzas peruano bolivianas. A fines de 1836 Heredia denunció a Juan Manuel de Rosas y a su hermano las crecientes provocaciones efectuadas con la aquiescencia del mariscal Andrés de Santa Cruz mientras decidía guarnecer Iruya, Santa Victoria y Orán.
Declarada la guerra contra la Confederación Perú-Boliviana y nombrado su hermano mayor comojefe de operaciones contra el ejército de Santa Cruz, Felipe fue designado su segundo y jefe de Estado Mayor del ejército de la Confederación Argentina.
El 1 de septiembre de 1837 llegaron a Jujuy las fuerzas de Felipe Heredia compuesta de los regimientos Cristinos de la Guardia, Coraceros de la Muerte, Escuadrón de Rifles, Cazadores de la Libertad y Coraceros Argentinos. En Jujuy se agregaron los regimientos Restauradores a Caballo, Defensores de las Leyes y los batallones 1, 2 y 4.
Iniciada la invasión peruano-boliviana, el 9 de setiembre Felipe Heredia avanzó con 400 hombres (un escuadrón del regimiento Restauradores a Caballo, otro del Cristinos de la Guardia, un escuadrón de milicia y una compañía de tiradores).
Las fracciones de vanguardia bolivianas ocuparon el pueblo de Humahuaca el 11 de septiembre y al día siguiente Felipe Heredia tras varias cargas logró derrotar a la vanguardia enemiga en el Combate de Humahuaca o de la Herradura y recuperar el pueblo, pero al perseguir a sus adversarios se topó con una segunda división de apoyo al mando del teniente coronel Fernando María Campero Barragán debiendo replegarse.
Al día siguiente se produjo el Combate de Santa Bárbara, unos 4 km al norte de Humahuaca en donde Heredia derrotó a las fuerzas bolivianas de Campero, unos 220 hombres de infantería apoyado por un escuadrón de caballería que se replegaron hacia el norte en dirección a Chorrillos.
Mientras que las fuerzas bolivianas se retiraban finalmente a Yavi, el amotinamiento en Salta del Batallón Cazadores de la Libertad obligó a Felipe Heredia a suspender las operaciones y regresar a la capital. El 21 de noviembre Felipe Heredia envió a la Legislatura su renuncia al cargo de gobernador, la que no fue aceptada.
El 17 de noviembre de 1837 se firmó la Paz de Paucarpata y Chile se retiró momentáneamente del conflicto con lo que Santa Cruz concentró sus tropas en el frente argentino. Al tenerse noticias en Salta, el 7 de diciembre Felipe Heredia delegó el mando en el coronel Evaristo de Uriburu y se reincorporó con las milicias de Salta al ejército de operaciones que concentraba sus fuerzas en Itaimari y Hornillos.
En enero de 1838 Otto Philipp Braun inició su avance en territorio argentino pero hostigado por destacamentos al mando de los coroneles Gregorio Paz, Mateo Ríos y Baca volvió a sus posiciones pero las fuerzas argentinas no pudieron aprovechar la situación: el 2 de febrero de 1838 se amotinaron en Humahuaca los Coraceros de la Muerte y se sublevó en Santiago del Estero el coronel Carrillo Estero, al cual venció Felipe Heredia el 29 de marzo de 1838.
Poco después Chile regresó a la guerra y el 28 de marzo el almirante francés Luis Francisco Leblanc inició el Bloqueo francés al Río de la Plata, por lo que ambos contendientes veían abrirse nuevos frentes.
El 5 de junio de 1838 Santa Cruz intentó abrir negociaciones con Alejandro Heredia pero la elección del unitario Napoleón Bonetti como negociador las hizo fracasar.
Fianalmente Alejandro Heredia intentó una doble ofensiva que si bien consiguieron penetrar en territorio boliviano debieron retirarse y lo forzaron el 22 de agosto a ordenar la retirada hacia Jujuy y luego a Tucumán, para finalmente dispersar el ejército confederado y devolver las tropas a sus provincias de origen.
El prestigio de Alejandro Heredia se vio debilitado en Tucumán y el 12 de noviembre fue depuesto y asesinado por el coronel Gabino Robles en Lules. 
El 16 de noviembre Felipe Heredia envió desde su cuartel general en San Agustín su dimisión al gobierno de Salta y designó una comisión gubernativa compuesta por el coronel Juan Manuel Quiroz y el teniente coronel Manuel Solá, tras lo que emigró a Chile.
El 25 de julio de 1839 regresó a su país afincándose en la ciudad de Buenos Aires, donde el 26 de agosto Rosas lo nombró coronel mayor del ejército de la Provincia de Buenos Aires, con retroactividad al 1 de enero de ese año. 
En octubre de 1846 fue nombrado por Rosas inspector interino del Resguardo de Aduana, en 1850 se desempeñó como edecán de Juan Manuel de Rosas y permaneció en la Plana Mayor del Ejército hasta febrero de 1852. Tras el pronunciamiento de Urquiza permaneció leal a Rosas. A su caída, Justo José de Urquiza lo designó nuevamente inspector del resguardo en el puerto de la ciudad, donde falleció el 12 de julio de ese año.